# 真夏の奇蹟
「真夏の奇蹟」（まなつのきせき）は、THE BOOMが1993年7月21日に発表した12枚目のシングル。

## 解説
前作「島唄」のような沖縄民謡+ロックといったメロディと打って変わり、THE BOOM初のサンバのエッセンスを加えたアジアン・ポップス。コーラスにディック・リーが参加している。

## 収録曲
全曲作詞・作曲：宮沢和史
1. 真夏の奇蹟
2. 18時
3. 真夏の奇蹟（オリジナルカラオケ）

## カバー
真夏と奇蹟
- MCUが本曲をサンプリングして配信リリース。